# علي بن محمد بن حسن بن زين الدين العاملي
الشيخ علي بن الشيخ محمد بن الشيخ حسن بن الشيخ زين الدين العاملي، عالم ورجل دين شيعي من جبل عامل، وهو حفيد الشيخ حسن صاحب المعالم، له عدد من المؤلفات الدينية، وكان شاعرا وأديبا..

## ولادته
ولد عام 1014 هجرية، أمره في العلم والفضل مشهور، كان معاصرا للحر العاملي ، خرج من جبل عامل وسكن بأصفهان.

## اساتذته
—للتوسع--

## تلامذته
من تلامذته
- السيد محمد الشحوري

## مؤلفاته
له عدد من الكتب منها: 
- (الدر المنظوم من كلام المعصوم)
- (الدر المنثور من المأثور وغير المأثور)
- (حاشية على اللمعة)
- (رسالة في الرد على من يبيح الغناء)
- (حواشي الفوائد المدنية)
- وله أيضا رسالة في الرد على الصوفية أسماها ( السهام المارقة من أعراض الزنادقة)

## أولاده
من أولاده: 
- الشيخ (محيي الدين) بن (علي) بن (محمد) بن (حسن) بن (زين الدين) العاملي.[3]

من أحفاده
- الشيخ علي بن الشيخ محيي الدين العاملي: كان له بنت تزوجها السيد صالح شرف الدين وأنجب منها السيد صدر الدين محمد بن صالح شرف الدين وأخاه السيد محمد علي جد السيد حسن الصدر.

## وفاته
للتوسع

## وصلات خارجية
- بغية المريد في أحوال الشيخ الشهيد زين الدين الجبعي العاملي وفيه ذكر لإبن حفيده الشيخ علي بن محمد بن حسن بن زين الدين - وهو مقتبس من كتابه الدر المنثور